# Świątniki Górne (gmina)
Świątniki Górne est une gmina mixte du powiat de Cracovie, Petite-Pologne, dans le sud de Pologne. Son siège est la ville de Świątniki Górne, qui se situe environ 15 km au sud de la capitale régionale Cracovie.
La gmina couvre une superficie de 20,17 km2 pour une population de 8 619 habitants.

## Géographie
Outre la ville de Świątniki Górne, la gmina inclut les villages d'Ochojno, Olszowice, Rzeszotary, Rzeszotary Górne, Wrząsowice et Zalesie.
La gmina borde la ville de Cracovie et les gminy de Mogilany, Siepraw et Wieliczka.